# 広山晴士
広山 晴士（ひろやま はるお、1971年6月16日 - ）は、日本の元サッカー選手、フットサル選手、サッカー指導者。現役時代のポジションはフォワード。

## 来歴
愛知県の刈谷81FCの出身で、静岡学園高校では加藤正浩と同期。高校卒業後、ジヤトコサッカー部を経て、1991年に日本サッカーリーグ2部の読売ジュニオールに加入。同年8月18日に行われたJSLカップ1回戦のトヨタ自動車戦で公式戦デビュー。
1992年、読売ジュニオールが日本プロサッカーリーグのヴェルディ川崎のサテライトチームとして再編されたことに伴い、同クラブに加入。トップチームでの出場機会はなく、1993年限りで退団した。
その後はフットサル選手に転向すると、AZULやP.S.T.C LONDRINAなどでプレーし、日本のフットサル界の草分けのひとりとなった。
引退後は指導者となり、1998年にesporte clubi fujisawaを設立。育成年代を中心にボールコントロールや創造性を重視した指導を行うほか、宮城県の聖和学園高校や静岡県の富士市立高校などのアドバイザーを務めている。

## 個人成績
| 国内大会個人成績 | 国内大会個人成績 | 国内大会個人成績 | 国内大会個人成績 | 国内大会個人成績 | 国内大会個人成績 | 国内大会個人成績 | 国内大会個人成績 | 国内大会個人成績 | 国内大会個人成績 | 国内大会個人成績 | 国内大会個人成績 |
| 年度             | クラブ           | 背番号           | リーグ           | リーグ戦         | リーグ戦         | リーグ杯         | リーグ杯         | オープン杯       | オープン杯       | 期間通算         | 期間通算         |
| 年度             | クラブ           | 背番号           | リーグ           | 出場             | 得点             | 出場             | 得点             | 出場             | 得点             | 出場             | 得点             |
| 日本             | 日本             | 日本             | 日本             | リーグ戦         | リーグ戦         | リーグ杯         | リーグ杯         | 天皇杯           | 天皇杯           | 期間通算         | 期間通算         |
| ---------------- | ---------------- | ---------------- | ---------------- | ---------------- | ---------------- | ---------------- | ---------------- | ---------------- | ---------------- | ---------------- | ---------------- |
| 1991-92          | 読売Jr           |                  | JSL2部           | 1                | 0                |                  |                  |                  |                  |                  |                  |
| 1992             | V川崎            | -                | J                | -                | -                | 0                | 0                | 0                | 0                | 0                | 0                |
| 1993             | V川崎            | -                | J                | 0                | 0                | 0                | 0                | 0                | 0                | 0                | 0                |
| 通算             | 日本             | 日本             | J                | 0                | 0                | 0                | 0                | 0                | 0                | 0                | 0                |
| 通算             | 日本             | 日本             | JSL2部           | 1                | 0                |                  |                  |                  |                  |                  |                  |
| 総通算           | 総通算           | 総通算           | 総通算           | 1                | 0                |                  |                  |                  |                  |                  |                  |